# بيئة التطوير المتكاملة للآردوينو
بيئة التطوير المتكاملة للاردوينو (IDE) هي تطبيق متعدد الأنظمة الأساسية (لنظام التشغيل Windows وmacOS وLinux) تمت كتابته بدوال من C وC ++. يتم استخدامه لكتابة وتحميل البرامج إلى لوحات متوافقة مع Arduino، ولكن أيضًا بمساعدة نوى الطرف الثالث، لوحات تطوير البائعين الأخرى.
تم إصدار الكود المصدري لـ IDE بموجب رخصة جنو العمومية العامة، الإصدار 2. يدعم Arduino IDE اللغات C وC ++ باستخدام قواعد خاصة لهيكلة الكود. يوفر Arduino IDE مكتبة برامج من مشروع Wiring، والذي يوفر العديد من إجراءات الإدخال والإخراج الشائعة. لا يتطلب الكود المكتوب من قبل المستخدم سوى وظيفتين أساسيتين، لبدء الرسم التخطيطي وحلقة البرنامج الرئيسية، والتي يتم تجميعها وربطها ببرنامج stub main() في برنامج تنفيذي دوري قابل للتنفيذ مع GNU toolchain، المضمنة أيضًا في توزيع IDE. يستخدم Arduino IDE برنامج avrdude لتحويل الكود القابل للتنفيذ إلى ملف نصي بترميز سداسي عشري يتم تحميله في لوحة Arduino بواسطة برنامج محمل في البرنامج الثابت للوحة. بشكل افتراضي، يتم استخدام avrdude كأداة تحميل لفلاش كود المستخدم على لوحات Arduino الرسمية.

Arduino IDE هو أحد مشتقات IDE للمعالجة، ولكن اعتبارًا من الإصدار 2.0، سيتم استبدال IDE المُعالج بإطار عمل Eclipse Theia IDE المستند إلى رمز Visual Studio.
مع تزايد شعبية Arduino كمنصة برمجية، بدأ بائعون آخرون في تنفيذ برامج التحويل البرمجي والأدوات مفتوحة المصدر المخصصة (النوى) التي يمكنها إنشاء وتحميل الرسومات إلى متحكمات دقيقة أخرى غير مدعومة من قبل خط Arduino الرسمي للمتحكمات.

## تاريخ
في أكتوبر 2019 ، بدأت مؤسسة Arduino في توفير وصول مبكر إلى Arduino Pro IDE جديد مع تصحيح الأخطاء  والميزات المتقدمة الأخرى.